# Francisco de Meneses Lemos e Carvalho
Francisco de Meneses Lemos e Carvalho (Angra, 20 de Setembro de 1786 — Angra do Heroísmo, 6 de Outubro de 1862) foi um aristocrata e grande terratenente da ilha Terceira que exerceu importantes funções políticas, incluindo as de conselheiro da Prefeitura da Província Ocidental dos Açores e governador civil do Distrito de Angra do Heroísmo (1846). Membro da Maçonaria, foi cunhado do também Maçon Almeida Garrett.

## Biografia
Filho de José Luís de Sousa de Meneses Lemos e Carvalho, ajudante de campo do governador dos Açores, com D. Benedita Quitéria Sá Coutinho da Rocha, senhora de um grande morgadio na ilha Terceira, que incluía o palácio de São Pedro, em Angra, era bisneto, por varonia, dos 8.ᵒˢ senhores da Trofa, Bernardo de Carvalho e Lemos e Maria Madalena de Sousa Menezes e Noronha; e irmão de Mateus de Meneses Lemos e Carvalho, militar defensor da causa liberal. Foi grande proprietário.
Foi provido no ofício de alferes da bandeira da câmara em 1818. Fez parte das vereações constitucionais, e como presidente recebeu e leu a mensagem dirigida pela mesma câmara ao imperador D. Pedro IV quando este desembarcou na ilha Terceira aos 3 de Março de 1832.
Foi governador civil interino do Distrito de Angra do Heroísmo entre 1 de Julho e 31 de Outubro de 1846.